# Brunéi en los Juegos Olímpicos de la Juventud 2018
Brunéi participó en los Juegos Olímpicos de la Juventud 2018 en Buenos Aires, Argentina, celebrados entre el 6 y el 18 de octubre de 2018. Su delegación estuvo conformada por tres atletas en dos disciplinas. No obtuvo medallas en las justas.

## Medallero
| Medalla       | Oro | Plata | Bronce | Total |
| ------------- | --- | ----- | ------ | ----- |
| Total oficial | 0   | 0     | 0      | 0     |

## Disciplinas

### Atletismo
Brunéi clasificó a una atleta en esta disciplina.
Femenino
Eventos de Pista
| Atleta             | Evento       | Serie 1 | Serie 1 | Serie 2 | Serie 2 | Total  | Total  |
| Atleta             | Evento       | Tiempo  | Puesto  | Tiempo  | Puesto  | Tiempo | Puesto |
| ------------------ | ------------ | ------- | ------- | ------- | ------- | ------ | ------ |
| Nurul Amirah Karim | 1.500 Metros | 6:38.18 | 18      | 21.00   | 17      | 35     | 17     |

### Natación
Brunéi clasificó a dos atletas en esta disciplina.
Masculino
| Atleta          | Evento       | Serie   | Serie  | Semifinal | Semifinal | Final     | Final     |
| Atleta          | Evento       | Tiempo  | Puesto | Tiempo    | Puesto    | Tiempo    | Puesto    |
| --------------- | ------------ | ------- | ------ | --------- | --------- | --------- | --------- |
| Nur Haziq Samil | 100 m Libres | 58.38   | 42     | No avanzó | No avanzó | No avanzó | No avanzó |
| Nur Haziq Samil | 400m Libres  | 4:33.47 | 32     | No avanzó | No avanzó | No avanzó | No avanzó |

Femenino
| Atleta              | Evento       | Serie  | Serie  | Semifinal | Semifinal | Final     | Final     |
| Atleta              | Evento       | Tiempo | Puesto | Tiempo    | Puesto    | Tiempo    | Puesto    |
| ------------------- | ------------ | ------ | ------ | --------- | --------- | --------- | --------- |
| Ashley Xin Rou Chai | 50 m Pecho   | 29.52  | 39     | No avanzó | No avanzó | No avanzó | No avanzó |
| Ashley Xin Rou Chai | 50 m Espalda | 33.19  | 35     | No avanzó | No avanzó | No avanzó | No avanzó |